# 井岡山土地法
《井岡山土地法》是中国共产党在建立農村革命根据地後，於1928年（民國十七年）12月制定的土地法。《井岡山土地法》由中國共產黨領導人毛泽东起草，是中國共產黨在建立農村革命根據地後制定的首部成文土地法。《井岡山土地法》旨在於井冈山革命根据地貫徹落實中国共产党中央委员会當時所提出的“沒收一切土地”與“土地國有”兩項政策。在中国共产党第六次全国代表大会就土地問題進行了決議後，毛澤東在1929年（民國十八年）4月於兴国县制定《興國土地法》代替原有的《井岡山土地法》，而新的土地法中“沒收一切土地”的規定被更改為“沒收公共土地及地主階級土地”。《井岡山土地法》是第一次国共内战（中國共產黨稱“土地革命戰爭”）初期中國共產黨所制定的首部較成熟的土地法。

## 內容結構
《井岡山土地法》共有9條條文，各條文大意如下：
1. 一切土地由苏维埃政府充公，並由苏维埃政府以指定方式分配；
2. 經充公並分配的土地禁止买卖；
3. 分得土地的人，除老弱疾病没有耕种能力或服公务者外，必须参加劳动；
4. 明確以人口为主要标准分配土地的規則，並解釋應用此規則的理由；
5. 明確分配土地的区域标准；
6. 明確茶山、柴山、竹木山的分配辦法，以及竹木的處置；
7. 明確土地税的徵收辦法；
8. 願意分田的乡村手工业工人分得的土地量為農民分得的土地量的一半；
9. 红军、赤卫队官兵，以及在政府及其他一切公共机关服务的人均可分得土地，分得的土地量與農民分得的田地量相同，苏维埃政府會雇人代替田主耕种該等土地。

## 歷史
1921年（民國十年），中国共产党第一次全国代表大会通過《中国共产党纲领》，該綱領規定“消灭资本家私有制，没收机器、土地、厂房和半成品等生产资料”。1927年（民國十六年）7月15日，武漢國民政府分共，中国共产党開始將焦點放在土地革命，隨後中国共产党中央委员会在漢口召開的八七会议中确定把土地革命作为中国共产党的任务总方针之一。中共此後在各地建立红色政权與农村革命根据地，而毛泽东在同年10月率领工农革命军到达井冈山后隨即開始進行土地革命，其中宁冈大陇等地从1928年（民國十七年）2月开始进行分田，而同年3月毛泽东率工农革命军（後改为中国工农红军）第四军（紅四軍）在桂东沙田一带进行没收分配土地的试点。
1928年（民國十七年）5月20日，中共湘赣边界第一次代表大会讨论了如何开展分田的问题。为从组织上加强对分配土地的领导，中共建立的湘赣边界各县、区、乡政府普遍建立了土地革命委员会。當年5月至7月，宁冈县全县，永新县、莲花县大部分地区，遂川县、酃县（今炎陵县）部分地区均普遍分田。为取得分配土地的经验，毛泽东曾多次深入到农民中间进行调查研究，调查的内容主要包括田地分配、地租、地价、工价等，并写下了《宁冈调查》和《永新调查》。10月，在毛泽东的主持下召开了湘赣边界的第二次党代表大会，該次大會決定制定一部土地法，毛泽东遂於同年12月亲自起草了《井冈山土地法》，并由湘赣边界工农兵苏维埃政府正式頒佈。

## 優劣
《井冈山土地法》以法律形式明文規定將一切土地國有化，並重新分配予农民耕种，使无地和少地农民的耕地问题得以解决，從而解放农村生产力。此外，《井冈山土地法》亦同時處理山林分配、竹木经销问题、土地税征收和使用、红军和赤卫队官兵分得土地无人耕种等问题。中共亦因此成功爭取當地农民的支持，並得以在第一次国共内战中憑革命根據地進行军事斗争。
然而，《井冈山土地法》亦有若干不足之處。毛澤東在1941年（民國三十年）於延安出版《農村調查》一書時所加的按語稱《井冈山土地法》存在三個錯誤，分別為：
1. 没收一切土地而不是只没收地主土地；
2. 土地所有权属政府而不是属农民，农民只有使用权；
3. 禁止土地买卖。

由於《井冈山土地法》規定没收一切土地，這導致富农、中农和有小块土地的贫农等的土地同樣被充公，打击了部分农民的生产热情。此外，禁止土地买卖的規定使农民只有耕种权利，违背农民实现“耕者有其田”的愿望，同样挫伤农民的积极性，部分地方更出现怠耕、荒耕等现象。另外，由於毛澤東在《井岡山土地法》正式頒佈後不到兩個月就率領紅四軍主力出擊贛南閩西，战争频繁使根据地政府欠缺足够的时间和人力管理土地。

## 廢止與後續
在中國共產黨第六次全國代表大會就土地問題進行了決議後，毛澤東在1929年（民國十八年）4月於興國縣制定《興國土地法》代替原有的《井岡山土地法》，而新的土地法中「沒收一切土地」的規定被更改為「沒收公共土地及地主階級土地」，將土地法的主要針對對象限縮為“封建地主阶级”，並明確土地法的目的為“消灭封建土地所有制”。此後，全国苏维埃区域代表大会在1930年（民國十九年）5月通过的《土地暂行法》進一步将“组织集体农场”、“禁止一切土地的买卖、租佃、典押”等条文删除，正式允许土地私有與土地买卖。